# بابی فرگوسن (بازیکن فوتبال، زاده ۱۹۳۸)
بابی فرگوسن (انگلیسی: Bobby Ferguson; ۸ ژانویهٔ ۱۹۳۸ – ۲۸ مارس ۲۰۱۸) بازیکن فوتبال اهل بریتانیا بود.
از باشگاه‌هایی که در آن بازی کرده‌است می‌توان به باشگاه فوتبال نیوکاسل یونایتد، باشگاه فوتبال دربی کانتی، باشگاه فوتبال نیوپورت کانتی، و باشگاه فوتبال کاردیف سیتی اشاره کرد.